# باستیان (ویرجینیا)
باستیان (به انگلیسی: Bastian) یک منطقهٔ مسکونی در ایالات متحده آمریکا است که در شهرستان بلاند، ویرجینیا واقع شده‌است. باستیان ۶۶۵٫۰۸ متر بالاتر از سطح دریا واقع شده‌است.